# Sion Hill FC
Der Sion Hill FC ist ein vincentischer Fußballverein aus dem Viertel Sion Hill in der Ortschaft Arnos Vale. Er wurde im Jahr 1975 gegründet.
Der Verein spielt seit 2013 in der NLA Premier League. Aktuell hat er mit Seaqueam Millington einen Nationalspieler.